# درة محمدقلي (مقاطعة دورة)
درة محمدقلي (بالفارسية: دره محمدقلی) هي قرية تقع في Shurab Rural District في إيران. يقدر عدد سكانها بـ 31 نسمة بحسب إحصاء 2016.